# Úrvalsdeild 1961
Thống kê của Úrvalsdeild mùa giải 1961.

## Tổng quan
Có 6 đội tham gia, và KR giành chức vô địch. Þórólfur Beck của KR là vua phá lưới với 16 bàn thắng.

## Bảng xếp hạng
| Vị thứ | Câu lạc bộ | St | T | H | B | BT | BB | HS  | Đ  |
| 1      | KR         | 10 | 8 | 1 | 1 | 35 | 11 | +24 | 17 |
| 2      | ÍA         | 10 | 7 | 1 | 2 | 18 | 12 | +6  | 15 |
| 3      | Valur      | 10 | 5 | 2 | 3 | 18 | 13 | +5  | 12 |
| 4      | ÍBA        | 10 | 4 | 1 | 5 | 23 | 23 | +0  | 9  |
| 5      | Fram       | 10 | 2 | 2 | 6 | 11 | 17 | -6  | 6  |
| 6      | ÍBH        | 10 | 0 | 1 | 9 | 6  | 35 | -29 | 1  |